# Гуде (Шлезвіг-Гольштейн)
Гуде (нім. Hude) — громада в Німеччині, розташована в землі Шлезвіг-Гольштейн. Входить до складу району Північна Фризія. Складова частина об'єднання громад Нордзе-Трене.
Площа — 3,54 км2. Населення становить 179 ос. (станом на 31 грудня 2020).